# Snelstaal
Snelstaal, ook wel High Speed Steel (HSS) of sneldraaistaal genoemd, is een hooggelegeerd wolfraam-chroomvanadiumstaal, dat tot ca. 600 °C zijn hardheid blijft behouden. Hierdoor is het zeer geschikt voor gereedschap dat warm kan worden, zoals metaal- en steenboren en ijzerzagen. 
Hoewel snelstaal minder hard is dan wolfraamcarbide, sommige keramische verbindingen, diamant of kubisch boornitride, wordt het frequent gebruikt voor gereedschappen. Het is zeer bestendig tegen stoten en daardoor bijzonder geschikt voor snijbewerkingen (zoals met een handmatige draadtap). Snelstaal kan ook gemakkelijk worden bewerkt, zodat er snijwerktuigen uit kunnen worden gemaakt met een ingewikkelde vorm.

## Samenstelling
Snelstaal is een legering van:
- IJzer 76%
- Wolfraam 18%
- Chroom 4%
- Vanadium 1%
- Koolstof 1%

Het wolfraam en de koolstof vormen samen wolfraamcarbiden. Het chroom zorgt voor de hardheid van de legering, terwijl het vanadium zorgt voor de taaiheid. 